# بوب فيلاند
بوب فيلاند (بالإنجليزية: Bob Wieland)‏ هو عسكري أمريكي، ولد في 1946 في غرينفيلد في الولايات المتحدة.

## وصلات خارجية
- بوب فيلاند على موقع IMDb (الإنجليزية)
- بوب فيلاند على موقع قاعدة بيانات الفيلم (الإنجليزية)